# Orihuela CF
Az Orihuela CF, teljes nevén Orihuela Club de Fútbol egy spanyol labdarúgócsapat. A klubot 1993-ban alapították, jelenleg a harmadosztályban szerepel.

## Története
A klubot 1993-ban alapították az Orihuela Deportiva CF jogutódjaként, bár utóbbi klub még egy évvel később is létezett.
Első néhány szezonját regionális bajnokságokban töltötte, 1997-ben jutott fel a negyedosztályba. Öt évvel később története során először feljutott a Segunda B-be, azonban a harmadosztályú tagság ekkor még nem bizonyult hosszúnak, az Orihuela rögtön kiesett. 2006-ban jutott fel ismét, azóta folyamatosan a harmadosztály tagja.

## Jelenlegi keret
| #  |     | Poszt | Név             |
| -- | --- | ----- | --------------- |
| 1  | ESP | K     | Ricardo Molina  |
| 13 | ESP | K     | Yelco           |
| 2  | ESP | V     | Benja           |
| 14 | ESP | V     | Campins         |
| 4  | ESP | V     | Carmelo         |
| 5  | ESP | V     | Del Cueto       |
| 20 | ESP | V     | Juanma          |
| 22 | ESP | V     | Werner          |
| 3  | ESP | V     | Miguel Palencia |
|    | ESP | V     | Arturo García   |
| 15 | ESP | KP    | Flecky          |
|    | BIH | CS    | Eldin Hadžić    |

| #  |         | Poszt | Név              |
| -- | ------- | ----- | ---------------- |
|    | FRA     | KP    | Mathias Coureur  |
| 7  | ESP     | KP    | Manrique         |
| 18 | ESP     | KP    | Rodri            |
| 11 | ESP     | KP    | Villanueva       |
| 17 | ESP     | KP    | Sergio Molina    |
| 21 | ESP     | KP    | Manuel Santacruz |
| 10 | ESP     | CS    | Cases            |
| 9  | Francia | CS    | Florian          |
| 6  | ESP     | CS    | Samu             |
|    | ARG     | CS    | Gonzalo Garavano |

## Statisztika
| Szezon      | Osztály    | Poz. | Copa del Rey |
| ----------- | ---------- | ---- | ------------ |
| 1993–94-től | Regionális | —    |              |
| 1996–97-ig  | Regionális | —    |              |
| 1997/98     | 3ª         | 7.   |              |
| 1998/99     | 3ª         | 1.   |              |
| 1999/00     | 3ª         | 4.   |              |
| 2000/01     | 3ª         | 2.   |              |
| 2001/02     | 3ª         | 1.   |              |
| 2002/03     | 2ªB        | 20.  | Selejtező    |

| Szezon  | Osztály | Poz. | Copa del Rey |
| ------- | ------- | ---- | ------------ |
| 2003/04 | 3ª      | 5.   |              |
| 2004/05 | 3ª      | 5.   |              |
| 2005/06 | 3ª      | 1.   |              |
| 2006/07 | 2ªB     | 7.   | 2. kör       |
| 2007/08 | 2ªB     | 5.   |              |
| 2008/09 | 2ªB     | 11.  | Legjobb 64   |
| 2009/10 | 2ªB     | 7.   |              |
| 2010/11 | 2ªB     | —    | 3. kör       |

## Ismertebb játékosok
| - Marcos Argüello - Cristian Green - Rómulo Severini - Martín Tártara - Damián Timpani - Kily - José Luis Diezma - Kike Mateo | - Kiko Ratón - Manolo Cases - José Manuel Meca - Javi Meseguer - Francisco Javier Pineda - José Manuel Roca - José Sigüenza - Luis Tevenet |

## Külső hivatkozások
- Hivatalos weboldal (spanyolul)
- Futbolme (spanyolul)